# Ferme Nos Pilifs
 (mars 2022).
Si vous disposez d'ouvrages ou d'articles de référence ou si vous connaissez des sites web de qualité traitant du thème abordé ici, merci de compléter l'article en donnant les références utiles à sa vérifiabilité et en les liant à la section « Notes et références ».
La Ferme Nos Pilifs est une entreprise de travail adapté (association sans but lucratif) créée en 1984 et établie à Bruxelles. La ferme est située sur la Trassersweg à Neder-Over-Heembeek.

## Histoire
Nelly Seiler Filipson (1926 – Knokke 6 juin 2012), sensibilisée par son parcours personnel, fonde en 1971 à Laeken un centre de réadaptation pour enfants handicapés mentaux. Elle le nomme Nos Pilifs à partir d'une anagramme de son nom. Ce centre accueille encore aujourd'hui une cinquantaine d'enfants handicapés jusqu'à l'âge de 13 ans. D'autres structures voient le jour pour répondre aux besoins des personnes handicapées qui ont fréquenté le centre. C’est ainsi que voient le jour en 1980 le club de loisirs, en 1984 « la Ferme Nos Pilifs » entreprise de travail adapté, en 1985 la Maison Nos Pilifs logements et service d’accompagnement, en 1989 « le Potelier des Pilifs » centre de jour, en 2011 « Ados Pilifs » école secondaire pour autistes, en 2015 « Villa Pilifs » un hébergement, et bientôt[Quand ?] « Les  Piloux » une crèche inclusive. 
Toutes ces asbl indépendantes entre elles sont malgré tout liées par une philosophie commune: l’acceptation de la différence et l’inclusion de la personne porteuse de handicap dans la cité.

## Le centre
Le centre Nos Pilifs est une école fondamentale d’enseignement spécialisé pour enfants présentant des troubles envahissants du développement (spécialité type 3 - spécificité autisme) ou un retard ou une déficience mentale. L'école dépend du réseau libre non confessionnel (voir Système éducatif belge).
Le centre Nos Pilifs offre une prise en charge multidisciplinaire de logopédie, psychomotricité, ergothérapie, kinésithérapie et psychologie comportementale.

## La ferme Nos Pilifs asbl

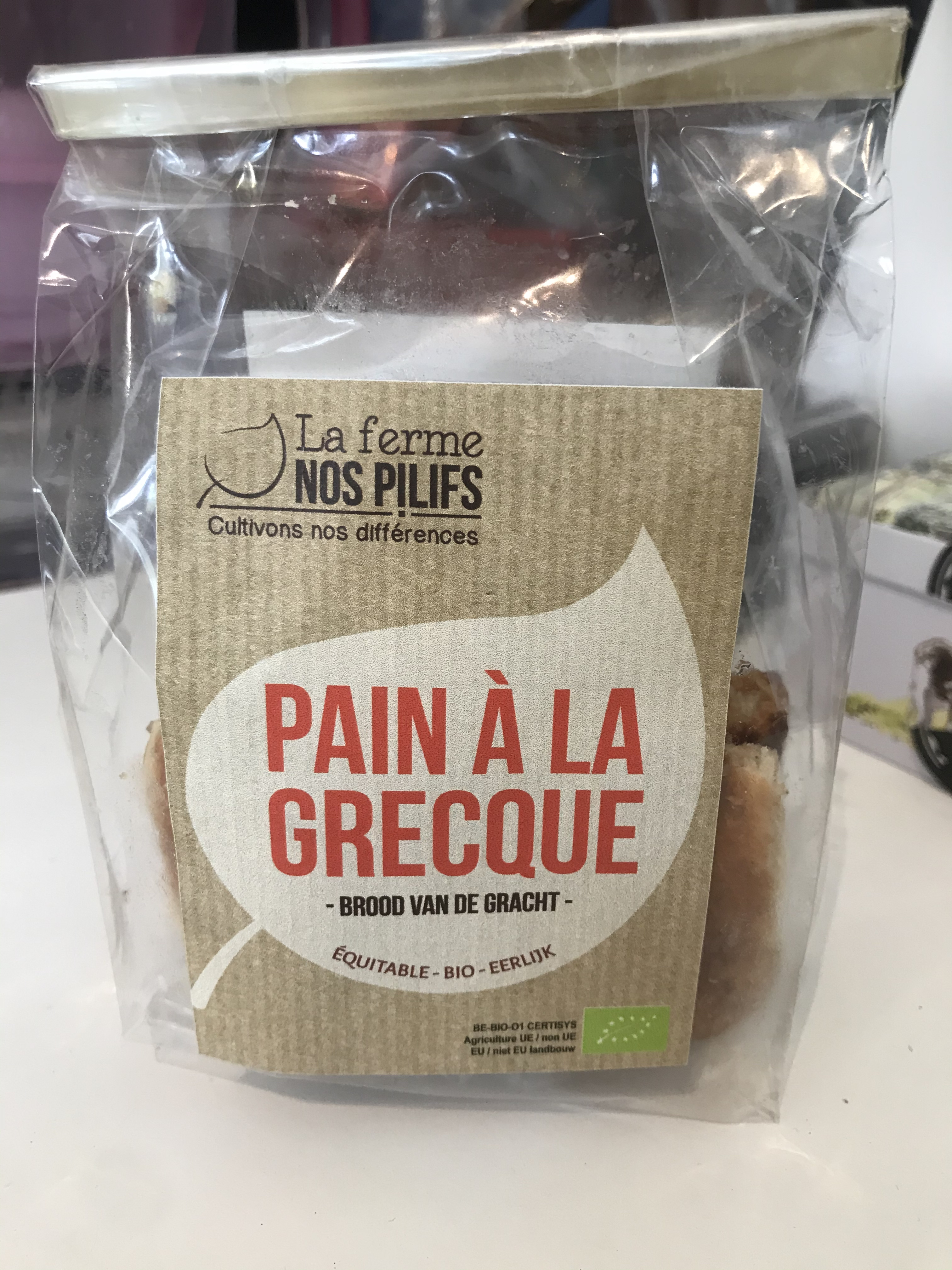
Sachet de pain à la grecque de la Ferme Nos Pilifs.

La Ferme a été créée en 1984, à l’initiative de Mme Filipson et de Benoit Ceysens pour répondre à un manque d’emplois adaptés dans le Nord de Bruxelles. La Ferme est aujourd’hui une entreprise de travail adapté reconnue et agréée par la Cocof. À vocation sociale et écologique elle occupe actuellement 180 personnes dont 140 sont porteuses d'un handicap. Elle occupe un terrain de 5 ha à Neder-Over-Heembeek au Nord de Bruxelles qui compte un parc animalier, une jardinerie, des plantations diverses, une épicerie, une brasserie et un atelier de conditionnement de produits alimentaires secs bio. Huit équipes de jardiniers proposent également divers services de jardinage. Des stages à destination des enfants sont organisés pendant les congés scolaires et des journées à la  ferme pour des groupes scolaires durant toute l’année.
À travers ses différentes activités la Ferme Nos Pilifs veut mettre en évidence les compétences des personnes handicapées et leur donner un véritable rôle dans leur quartier.

## Accessibilité
Ligne 53 des autobus de Bruxelles, arrêts Nos Pilifs.